# تفکر و زبان
تفکر و زبان کتابی از لی‌یف سیمونویچ ویگوتسکی با ترجمهٔ بهروز عزبدفتری است که در سال ۱۳۶۷ منتشر و در مراسم کتاب سال جمهوری اسلامی ایران به‌عنوان کتاب شایسته تقدیر معرفی شد.